# گوزدوویتسه
گوزدوویتسه (به لاتین: Gozdowice) یک روستا در لهستان است که در گمینا میشکوویتسه واقع شده‌است. گوزدوویتسه ۱۲۳ نفر جمعیت دارد.